# Wafa Assurance
 (juillet 2023).
Si vous disposez d'ouvrages ou d'articles de référence ou si vous connaissez des sites web de qualité traitant du thème abordé ici, merci de compléter l'article en donnant les références utiles à sa vérifiabilité et en les liant à la section « Notes et références ».
Pour les articles homonymes, voir Wafa.
Wafa Assurance est une compagnie marocaine d'assurance filiale du groupe Attijariwafa bank. Depuis 2008, la compagnie est leader du secteur de l'assurance au Maroc et depuis 2014 dans le monde arabe.
Le groupe Attijariwafa bank SA en est l'actionnaire majoritaire.

## Histoire
La Société Nouvelle d’Assurances (SNA) est fondée en 1972. Quelques mois plus tard, l’entité reprend les portefeuilles des délégations de deux compagnies d’assurances anglo-saxonnes, Saint-Paul Fire et Norwich Union.

### Chronologie
Entre 1973 et 1980, la SNA développe son portefeuille vers les risques industriels[réf. souhaitée].
Entre 1981 et 1989, elle étend ses activités à l'assurance vie, les accidents corporels, la maladie et l'invalidité[réf. souhaitée].
En 1989, la SNA change de nom pour Wafa Assurance. L’objectif est ainsi de marquer son intégration au Groupe Wafabank[réf. souhaitée].
En 1995, la structure évolue avec la consolidation de ses fonds propres, la diversification de son réseau et l'élargissement de sa gamme de produits. Ces évolutions sont notamment le fait d’un processus interne repensé[réf. souhaitée].
En 1998, Wafa Assurance est introduite en bourse et son capital ouvert également à son personnel et à ses partenaires[réf. souhaitée].
En 2003, à la suite de la fusion entre la BCM et le groupe Wafabank, Wafa Assurance devient la compagnie d’assurance du groupe Attijariwafa bank.
En 2007, Wafa Assurance occupe la deuxième place dans le secteur des assurances au Maroc[réf. souhaitée].
EN 2011, Wafa Assurance lance sa filiale d’assistance Wafa IMA Assistance en partenariat avec le groupe Inter Mutuelles Assistance.
En mai 2023, le conseil d'administration nomme Boubker Jai, ancien directeur général de Attijariwafa Bank en tant que PDG de Wafa Assurance.

## Wafa Assurance en dehors du Maroc
Wafa Assurance opère principalement sur le continent africain dans les pays suivants : 
- Côte d'Ivoire

En février 2016, Wafa Assurance reçoit les agréments pour pouvoir opérer en Côte d’Ivoire. En novembre de la même année, Wafa Assurance procède au lancement officiel de deux filiales : Wafa Assurance Vie Côte d’Ivoire et Wafa Assurance Côte d’Ivoire. Dans cette optique, l’assureur compte s’appuyer sur le réseau de la Société Ivoirienne de Banques (SIB).
- Cameroun

Le 8 juillet 2015, Wafa Assurance obtient l’agrément pour sa filiale Wafa Assurance Vie Cameroun.
- Senegal

Filiales de Wafa Assurance Vie et Wafa Assurance.
- Tunisie

Wafa Assurance est présent en Tunisie depuis 2012.